# Benny Kohlberg
Benny Tord Kohlberg (* 17. April 1954 in Arvika) ist ein ehemaliger schwedischer Skilangläufer.

## Werdegang
Erstmals internationale Aufmerksamkeit erregt Kohlberg bei den Svenska Skidspelen 1978. Nach guten Leistungen dort kam er ins schwedische Nationalteam. Bei den Olympischen Winterspielen 1980 in Lake Placid startete Kohlberg zu seinem ersten großen internationalen Turnier. Nach Rang 17 im Einzel über 15 km kam er über 30 km als 13. ins Ziel. Mit der Staffel erreichte er den fünften Rang.
Am 9. Januar 1982 gab er sein Debüt im Skilanglauf-Weltcup und gewann in Reit im Winkl über 15 km als Zehnter seine ersten Weltcup-Punkte. Eine Woche später stand er in Le Brassus als Dritter zum ersten und einzigen Mal in seiner Karriere auf dem Podium in einem Weltcup-Rennen. Zum Saisonende wurde er noch einmal Sechster in Štrbské Pleso und beendete seine erste und auch erfolgreichste Weltcup-Saison auf Rang 16 der Gesamtwertung. Kurz zuvor hatte er über 30 km seinen ersten und einzigen Schwedischen Meistertitel gewonnen. Zudem startete er bei der Nordischen Skiweltmeisterschaft 1982 in Oslo. Dabei landete er im Staffelrennen mit der Mannschaft auf Rang fünf.
Bei den Olympischen Winterspielen 1984 in Sarajevo kam er im Einzellauf über 15 km als 19. ins Ziel. Im Staffelrennen über 4 × 10 km gewann er mit Thomas Wassberg, Jan Ottosson und Gunde Svan die Goldmedaille. In der Folge hatte Kohlberg mit Rückenproblemen und einem Bandscheibenvorfall zu kämpfen. Im März 1987 kam er noch einmal im Weltcup zum Einsatz. Nach einem schwachen 15. Platz in Falun konnte er zwei Wochen später in Oslo noch einmal überzeugen und verpasste als Vierter nur knapp das Podium.
Nach seiner aktiven Karriere arbeitete er für einige Zeit als Servicemitarbeiter in der Skiindustrie. Später übernahm er eine Stelle in einem Sägewerk in Lässerud.

## Erfolge

### Weltcup-Platzierungen
| Saison  | Platz | Punkte |
| ------- | ----- | ------ |
| 1981/82 | 16.   | 45     |
| 1983/84 | 44.   | 12     |
| 1986/87 | 33.   | 13     |